# 云南省军事管制委员会
云南省军事管制委员会是文化大革命初期成立的军事管制机构，接管中共云南省委与云南省人民政府的工作。

## 历史
1967年1月26日，造反派夺取了中共云南省委和云南省人民委员会的大权，由造反派组织云南省人民委员会监督小组掌权，但是中央并不承认。经中共中央及国务院指示，1967年2月25日成立云南省农业生产领导小组，云南军区副政治委员李明担任组长，领导全省农业生产。3月20日成立云南省工业生产领导小组，昆明军区副司令员鲁瑞林担任组长，领导全省工业生产和其他经济工作。3月31日，中共中央正式批准对云南省实行军事管制，以昆明军区政治委员李成芳为首组成云南省军事管制委员会，4月5日正式成立。云南省军管会受中共昆明军区委员会的领导，下设“文化革命”领导小组和生产指挥部两大机构，其下又设组管理地方工作:297，各组组长由军代表担任，原人委时期的工作部门全部撤销:331-332。1968年8月13日成立云南省革命委员会。

## 组成人员
- 主任：李成芳
- 副主任：张子明、黎锡福、陈康、张力雄
- 委员：李成芳、张子明、黎锡福、鲁瑞林、田维扬、徐其孝、王砚泉、丁荣昌、王银山、李明、谷自珍、刘懋功、吴效闵、翟鸣武、陈康、张力雄[1]:297

## 下设机构
- 办公室，下设：秘书组、行政组、接待组
- “文化革命”领导小组，下设：调研组、机关组、学校组、工业组、交通组、财贸组、组织组、宣教组、专县组、农水组
- 生产指挥部，下设：办公室、农林组、工交组、计建组、财贸组、卫生教育组
- 政法小组，下设：办公室
- 边疆组[1]:332